# Stig Larsson (sociolog)
Stig Erik Willian Larsson, född 24 oktober 1943 i Västra Kärrstorps församling, är en svensk sociolog och professor emeritus.
Larsson är socionom och blev filosofie doktor i sociologi och global hälsa vid Lunds universitet 1983. Han blev professor 1992 och var 1997–2008 föreståndare vid Centrum för Handikapp och Rehabiliteringsforskning (HAREC) vid Lunds universitet. 
Larsson har ensam eller tillsammans med andra skrivit ett tjugotal böcker, till exempel Arbetsliv och funktionshinder och Perspektiv på funktionshinder & handikapp, samt var med om att grunda Socialvetenskaplig tidskrift. Han har haft en rad nationella och internationella förtroendeuppdrag med anknytning till sin verksamhet.  